# It's Raining Again
It's Raining Again è una canzone registrata dai Supertramp ed estratta come singolo dal loro album del 1982 ...Famous Last Words....
La canzone fu scritta da Roger Hodgson e racconta di una persona in cerca di una nuova storia d'amore, dopo la fine di un altro rapporto.
Il singolo debuttò nella Billboard Hot 100 alla posizione 31, diventando la più alta nuova entrata di tutto il 1982, e raggiungendo il suo massimo alla posizione numero 11.
Nella versione del brano registrata in studio, tutti i cori sono stati interpretati dal cantante principale del gruppo, Roger Hodgson, benché nelle esibizioni live si fece accompagnare da John Helliwell e Scott Page.
Durante l'assolo di sassofono che accompagna il finale del brano, si può udire un coro di bambini che canta la filastrocca "It's raining, it's pouring, the old man is snoring" fino alla fine della traccia.
Il video prodotto per It's Raining Again, fu diretto dal regista Russell Mulcahy che in seguito diverrà celebre per la regia del film Highlander - L'ultimo immortale.

## Tracce
1. It's Raining Again – 4:25
2. Bonnie – 5:37

## Formazione
- Rick Davies – tastiere, melodica
- John Helliwell – fiati, tastiere
- Roger Hodgson – voce, cori, pianoforte
- Bob Siebenberg – batteria
- Dougie Thomson – basso